# Izoterma Tótha
Izoterma Tótha opisuje fizyczną adsorpcję adsorpcję zlokalizowaną i odpowiada asymetrycznemu quasigaussowskiemu rozkładowi energii adsorpcji poszerzonemu w kierunku niskich energii adsorpcji. Można ją uważać za szczególny przypadek 4-parametrowej izotermy GL, w której parametr {\displaystyle m} określający kształt funkcji od strony wysokich energii {\displaystyle m=1,}
{\displaystyle \theta ={\frac {{\overline {K}}p}{\left[1+\left({\overline {K}}p\right)^{n}\right]^{1/n}}},}
gdzie:
{\displaystyle \theta } – pokrycie powierzchni (adsorpcja względna), {\displaystyle \theta =a/a_{m}} ({\displaystyle a} – adsorpcja, {\displaystyle a_{m}} pojemność monowarstwy),
{\displaystyle p} – ciśnienie,
{\displaystyle n} – parametr heterogeniczności {\displaystyle (0<n\leqslant 1),} im mniejszy tym większa szerokość rozkładu energii adsorpcji; dla {\displaystyle n=1} otrzymujemy izotermę Langmuira, dla której funkcja rozkładu może być opisana jako delta Diraca,
{\displaystyle {\overline {K}}} – stała równowagi adsorpcji związana z energią charakterystyczną funkcji rozkładu energii (dla izotermy Tótha energia charakterystyczna jest bliska energii maksimum funkcji rozkładu):
{\displaystyle {\overline {K}}=K_{o}\exp \left({\frac {\overline {E}}{RT}}\right),}
gdzie:
{\displaystyle K_{o}=\exp \left({\frac {\Delta S}{R}}\right),}
{\displaystyle {\overline {E}}} – średnia energia adsorpcji,
{\displaystyle K_{o}} – tzw. czynnik przedeksponencjalny związany z entropią ΔS procesu adsorpcji,
{\displaystyle R} – uniwersalna stała gazowa,
{\displaystyle T} – temperatura.
Izoterma ta dla niskich ciśnień może być przybliżona za pomocą izotermy Henry’ego, która jest liniowa we współrzędnych logarytmicznych oraz zwykłych adsorpcji i ciśnienia, dla dużych ciśnień jej przebieg zbliża się do izotermy Langmuira-Freundlicha.
Po formalnej zamianie ciśnienia {\displaystyle p} na stężenie {\displaystyle c,} izoterma Tótha może być wykorzystana do opisu adsorpcji z rozcieńczonego roztworu (np. wodnego roztworu substancji organicznej). Można w niej również uwzględnić oddziaływania boczne specyficzne i niespecyficzne, a także adsorpcję wielowarstwową (zob. adsorpcja).